# 스매쉬 (드라마)
스매쉬(Smash)는 2012년 2월 6일부터 2013년 5월 26일까지 미국 NBC에서 방영된 뮤지컬 드라마이다. 마릴린 먼로의 삶을 바탕으로 한 뮤지컬이 중심이 된다.

## 캐스트
- 데브라 메싱 - 줄리아 휴스턴 (Julia Houston)
- 잭 대븐포트 - 데릭 윌스 (Derek Wills)
- 캐서린 맥피 - 캐런 카트라이트 (Karen Cartwright)
- 크리스천 볼 - 톰 레빗 (Tom Levitt)
- 메건 힐티 - 아이비 린 (Ivy Lynn)
- 안젤리카 휴스턴 - 에일린 랜드 (Eileen Rand)
- 크리스타 로드리게스 - 아나 (Ana)